# Lord Byron (opera)
Lord Byron je opera o třech dějstvích amerického skladatele Virgila Thomsona na libreto Jacka Larsona na motivy ze života a posmrtného osudu anglického básníka George Gordona Byrona. Premiéru měla 20. dubna 1972 v The Julliard Theater, součásti Lincoln Center, v New Yorku.

## Vznik, charakteristika a historie
Lord Byron je Thomsonova třetí a poslední opera, napsaná s velkým odstupem po dvou předchozích, které skladatele značně proslavily: Čtyři svatí ve třech aktech (1934) a Matka nás všech (1947). K oběma napsala libreto básnířka Gertrude Steinová, ta však roku 1946 zemřela a Thomson dlouho váhal psát na jiná libreta. Text k Lordu Byronovi pro něho napsal herec a scenárista Jack Larson (1928–2015).
Zakázku na operu zadala Thomsonovi roku 1966 Metropolitní opera v New Yorku – byla to jedna ze zakázek spojených s otevřením její nové budovy, Lincolnova centra – a financovala ji Fordova nadace a Koussevitzkého nadace. I když opera byla dokončena včas, MET (respektive její tehdejší ředitel Rudolf Bing) se zdráhala ji uvést: provedla jedno dějství roku 1967 na letním festivalu ve Rhode Island a roku 1969 uspořádala částečné koncertní provedení, na repertoár ji však nezařadila. Proto ji Thomson stáhl a nakonec ji uvedla roku 1972 newyorská hudební univerzita Juilliard School. Jako baletní vložku do ní Thomson zařadil celou svou 3. symfonii (vzniklou v letech 1966–1968). Tato pozdní premiéra díla byla poznamenána tím, že odpadli někteří klíčoví spolupracovníci – David Hockney měl původně zajistit výpravu a Frederick Ashton choreografii – a dalšími incidenty.
Oproti oběma předchozím Thomsonovým operám není Lord Byron textově ani hudebně nijak odvážný, spíše překvapivě konvenční. („Je těžké představit si pana Thomsona, jak píše konvenční operu, ale s Lordem Byronem se mu to šlechetně podařilo,“ ironizoval vlivný kritik The New York Times Harald C. Schonberg.) Libreto je standardní a přehledné, v souladu s námětem obsahuje řadu básnických zastavení, které Thomson zhudebnil rozmáchlým romantickým idiomem, s nostalgickými odkazy na britskou lidovou a salonní hudbu 19. století. Epizody vybrané pro děj opery se soustředí na básníkův soukromý život, jeho četné milostné aféry i skutečnost, že měl dítě se svou polorodou sestrou. I když úvahy o „skandálnosti“ Byronova života tvoří klíčový bod děje, vyhýbá se Thomson úmyslně až na jednu zmínku Byronovým homosexuálním aférám – které však zůstávají naznačeny scénou jeho parodického svatebního obřadu v hospodě. Za nejlepší je možné považovat „flashbacky“ do básníkova života ve druhém dějství, zatímco rámcový děj přináší méně hudebních příležitostí. Dobová kritika byla spíše nepříznivá a například zmíněný Harald C. Schonberg napsal, že „…pan Thomson dodal velmi bezbarvou partituru. […] Chybí kouzlo a důmyslnost Čtyř svatých ve třech aktech a Matky nás všech […] Zpěvní hlasy jsou psány se zručností skladatele, který rozumí slovům. Ale hudba je občas znepokojivě banální (všechny ty valčíky!) a často ukejhaně načančaná. […] Melodický obsah je velmi řídký a nápěvy, ať se snaží vzlétnout sebevíc, klesají k zemi.“ Podle příznivějšího pozdějšího hodnocení Andrewa Portera v New Yorkeru: „Lord Byron musí nutně zklamat každého, kdo by očekával rudě romantickou, sentimentální, konvenčně „byronskou“ operu [… je to] elegantní a kultivované dílo, které poskytuje podobné potěšení jako duchaplná, živá, přesná, dobře tvarovaná konverzace na zajímavé téma.“ Avšak „Této opeře schází svěží, svobodná inspirace Matky nás všech, [Thomsonova] mistrovského díla, a rozhodně méně dojímá.“ Podobně ani ohlas u publika nebyl povzbuzující.
Thomson v dílo věřil, jeho neúspěchem trpěl a pokoušel se dosáhnout jeho nového provedení. Už v roce 1972 a pak pro koncert s New York Opera Repertory Theater roku 1985 v něm za tím účelem provedl škrty (zejména vypustil balet v posledním dějství a tři akty zkrátil na dva), ty však narušovaly jeho plynulost a srozumitelnost a koncert z roku 1985 navíc trpěl nekvalitním provedením. Po jeho smrti byla poprvé provedena prakticky úplná verze Lorda Byrona, a to na Monadonck Music Festival ve Wiltonu (New Hampshire) roku 1991; z koncertu byla vydána nahrávka. Ani tyto pozdější pokusy však nebyly kritikou jednoznačně přijaty; podle německého muzikologa Ulricha Schreibera této opeře chybí „hudebnědramatický život“.

## Osoby a první obsazení
| osoba                                                | hlasový obor | premiéra (20. dubna 1972) |
| ---------------------------------------------------- | ------------ | ------------------------- |
| Lord Byron                                           | tenor        | Grayson Hirst             |
| Thomas Moore                                         | baryton      | Lenus Carlson             |
| John Hobhouse, Byronův velmi dobrý přítel            | basbaryton   | Walter Hook               |
| John Murray, Byronův vydavatel                       | baryton      | Frederick Schoepflin      |
| Hrabě Gamba                                          | baryton      | Frederick Burchinal       |
| John Ireland, děkan Westminsterského opatství        | bas          | David Wilder              |
| První anglický šlechtic                              | baryton      | Donald Barnum             |
| Druhý anglický šlechtic                              | baryton      | Jerome Mann               |
| Gray                                                 | tenor        | Jonathan Rigg             |
| Thomson                                              | tenor        | Neil Schicoff             |
| Spenser                                              | baryton      | Donald Slonim             |
| Dryden                                               | baryton      | Norman Phillips           |
| Milton                                               | bas          | Peter Elkus               |
| Johnson                                              | bas          | Michael Li Paz            |
| Shelley                                              | baryton      | John Seabury              |
| Paní Leighová, Byronova sestra                       | soprán       | Carolyn Val-Schmidt       |
| Lady Byronová, roz. Annabella Milbanková             | mezzosoprán  | Lynne Wickenden           |
| Contessa Guiccioli, Byronova poslední milenka        | soprán       | Hari Katz                 |
| Lady Melbourneová                                    | soprán       | Barrie Smith              |
| Lady Charlotte                                       | soprán       | Barbara Hendricks         |
| Lady Jane                                            | mezzosoprán  | Jean Fuerstenau           |
| Miss Rawdonová                                       | alt          | Ann Farr                  |
| Lady Carolina                                        | soprán       | Diane Schwartz            |
| Námořníci, sbor Westminsterského opatství, Londýňané |              |                           |
| Dirigent: Gerhard Samuel                             |              |                           |
| Režie: John Houseman                                 |              |                           |
| Výprava: David Mitchell                              |              |                           |
| Kostýmy: Patricia Zipprodt                           |              |                           |
| Choreografie: Alvin Ailey                            |              |                           |

## Děj opery
Odehrává se v Londýně roku 1824.

### 1. dějství

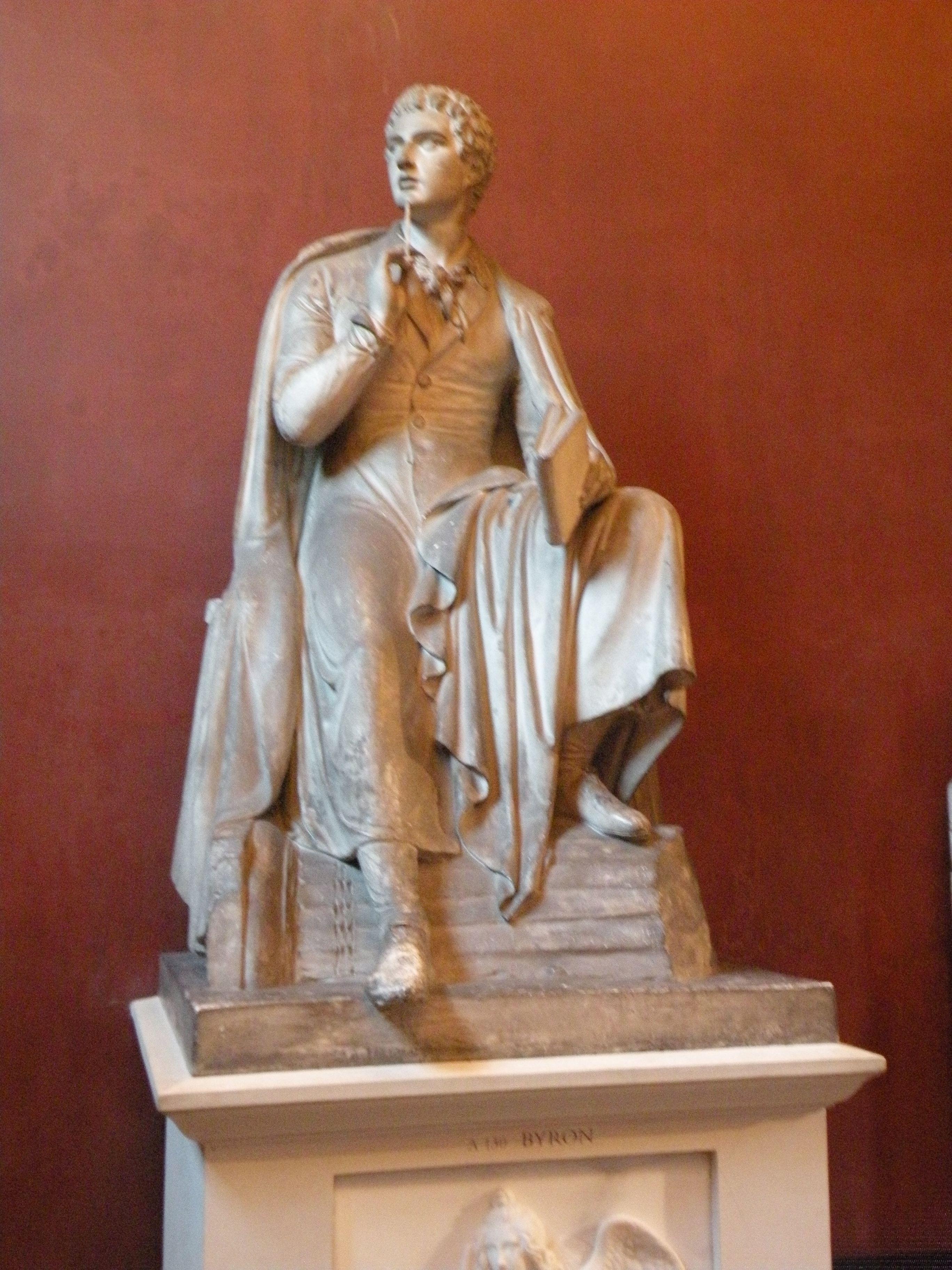
Lord Byron, socha od Bertela Thorvaldsena.

Lord Byron zemřel v Řecku a jeho tělo je dopraveno do Londýna. Nad jeho skonem truchlí nejen živí Londýňané, ale i mrtví básníci pohřbení v „koutě básníků“ ve Westminsterském opatství, zejména pak Shelley. Nad situací se scházejí někteří z Byronových nejbližších: jeho vydavatel John Muray, jeho přátelé John Hobhouse a Thomas Moore, jeho manželka Lady Byronová, jeho nevlastní sestra Augusta Leighová a jeho poslední milenka hraběnka Teresa Guiccioliová se svým bratrem, hrabětem Gambou. Nepanuje mezi nimi nutně přátelství, ale všichni se dohodnou na tom, že se zasadí o Byronův pohřeb v opatství. Jednotlivě na básníka vzpomínají.
Loď, která přivezla Byronovo tělo a hraběnku s bratrem, dodala i dvě další věci: Byronovy rukopisné paměti, určené do Moorových rukou, a jeho sochu od Bertela Thorvaldsena. Pokud jde o paměti, přejí si přítomní jejich co nejrychlejší vydání, ale vydavatel Hobhouse je dal přečíst jednomu ze svých redaktorů a ten je prohlásil za skandální. Osoby se přou, zda paměti publikovat nebo zda je zničit, aby Byronova pověst nebyla poničena, ale dají přednost první možnosti a pověřují Moora jejich vydáním. Byronovu sochu dal Hobhouse mezitím dopravit do opatství, aby tím spíše přiměl církevní správu povolit básníkův pohřeb. Všichni si ji prohlížejí s různými pocity. Obraz strne; přichází Byron sám, doprovází se na mandolínu a zpívá satirickou píseň opěvující Londýn.

### 2. dějství

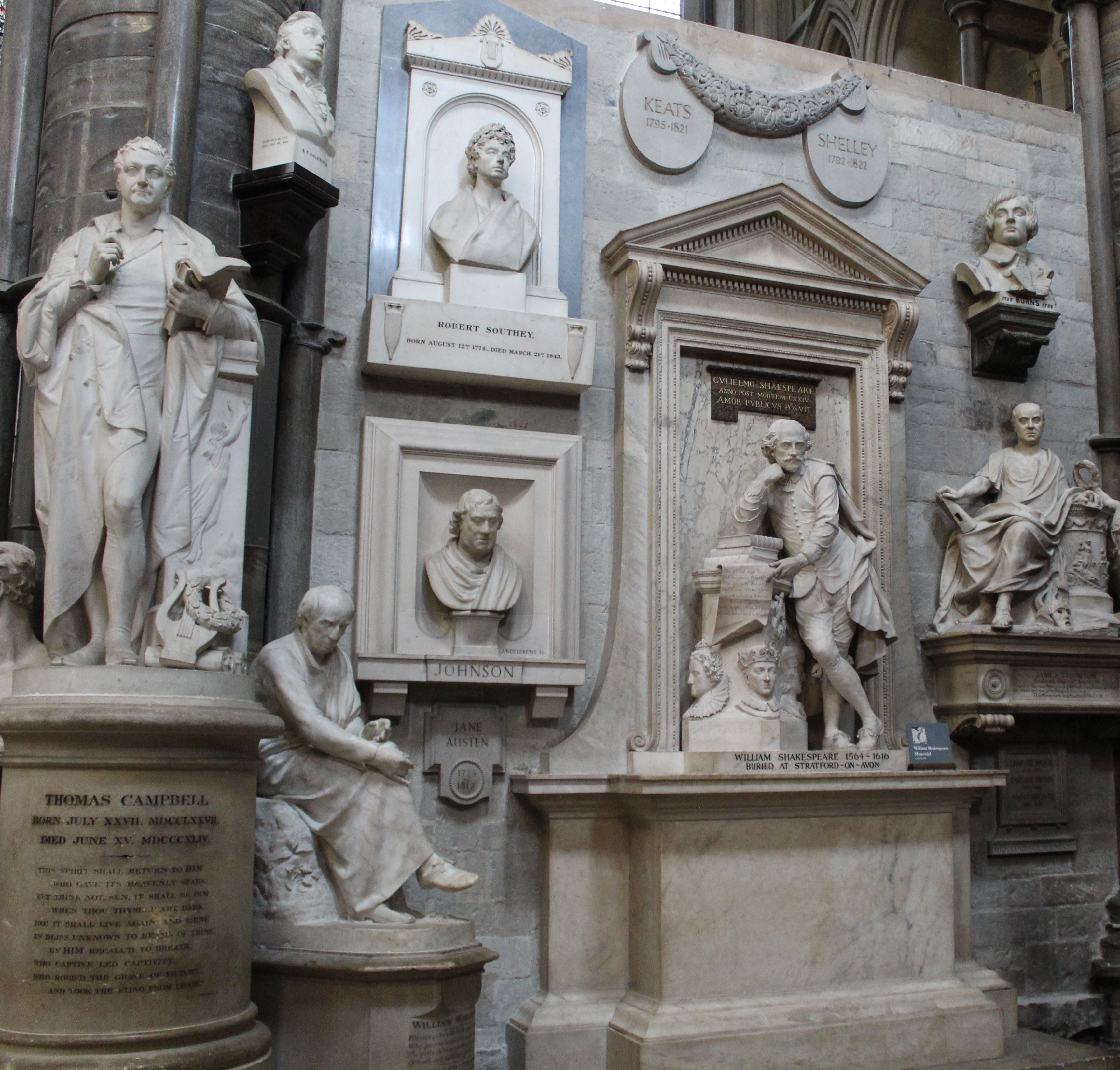
Kout básníků ve Westminsterském opatství

Společnost přátel stále zkoumá Byronovu sochu. Lady Byronová s lítostí vzpomíná na básníkovu sebedestruktivní povahu, zatímco Augusta Leighová oplakává především skon krásného muže (árie He will be remembered for his beauty). Lady Byronová a Hobhouse se znovu snaží přesvědčit Moora, aby paměti zničil, ale ten je chce nejprve přečíst. To je záminkou k zpětnému pohledu na několik epizod z Byronova života.
První se odehrává roku 1812 na večírku u básníkovy přítelkyně Lady Melbournové. Již proslulý a pikantními historkami opředený básník je předmětem zájmu ženské a dívčí části přítomných, ale když je odmítá, dočká se od dívek posměšků pro svou kulhavost. Jen jedna z nich, Annabella Milbanková, mladičká vyznavačka emancipačních idejí a neteř Lady Melbournové, si dává za cíl básníka morálně reformovat. Byron namítá, že je na to už pozdě (árie Alas! The love of woman), ale tím ji neodradí.
Na plese k vítězství nad Napoleonem roku 1814 Byron opět potkává Lady Melbournovou. Byronova sestra Augusta je viditelně těhotná a šušká se, že otcem jejího dítěte je její bratr. Lady Melbournová naléhá na Byrona, aby se vyhnul skandálu tím, že se ožení. Byronova bývalá milenka Lady Caroline Lambová ztropí básníkovi scénu a Byron vyslyší radu, kterou dostal – z večírku odchází se slečnou Milbankovou.
Ve třetí epizodě sledujeme paralelně dvě scény. Je noc před Byronovou svatbou. Annabelle Milbanková ukazuje Lady Melbournové a Augustě Leighové svou výbavu a vysvětluje jim, jak konkrétně hodlá při mravní obrodě svého nastávajícího manžela postupovat. Mezitím se v hostinci Byron s přáteli loučí se svobodou. Netají se tím, že se mu myšlenka na manželství s Annabellou hnusí, a přátelé mu uspořádají bujarou jakoby svatbu s Johnem Hobhousem.

### 3. dějství
Poslední epizoda z minulosti, roku 1815 na venkovském sídle Augusty Leighové. Lady Byronová čeká básníkovo dítě, avšak zastihne Byrona a jeho sestru v milostném objetí a žádá nápravu: Byron už svou sestru nesmí nikdy vidět. Básník se snaží přesvědčit Augustu, aby s ním uprchla do Evropy, ale Augusta se rozhoduje zůstat a přijmout „mravní vedení“ své švagrové. Zoufalý Byron opouští svou rodinu a vlast navždy.
Ve Westminsterském opatství zatím přítomní přenechávají rozhodnutí o pamětech na Augustě. Ta váhá, zejména na naléhání hraběnky Guiccioliové, ale nakonec dává Hobhousovi za pravdu, Byronovy memoáry nemohou přijít na veřejnost. Hobhouse je tedy pálí v ohni. Přitom je však zastihne děkan Ireland a dovtípí se z toho, že Byron musel být zvlášť vážný hříšník. Odmítá proto uložení jeho ostatků v opatství. Angličané jsou rozmrzelí, hraběnka Guiccioliová a hrabě Gamba se vysmívají anglické prudérnosti. Ukládají sochu znovu do bedny a hodlají ji odvézt tam, kde básníka skutečně ctí a milují. Ani Londýňané nechápou, proč je jejich milovanému básníkovi odepírána tato pocta.
Setmí se a z hrobů vystupují stíny básníků. Shelley mezi ně uvádí Byronův stín; ať je pohřben kdekoli, tady je jeho místo. Básníci Byrona vítají v „radostném madrigalovém finále“.

## Instrumentace
Dvě flétny, dva hoboje, dva klarinety, dva fagoty; čtyři lesní rohy, dvě trubky, tři pozouny, tuba; tympány, bicí souprava; klavír, celesta; smyčcové nástroje (housle, violy, violoncella, kontrabasy).

## Nahrávky
- 1991 (CD 1992 Koch International Classics – 3-7124-2Y6x2). Zpívají (Byron) Matthew Lord, (Augusta Leighová) Jeanne Ommerle, (Lady Byronová) D'Anna Fortunato, (Thomas Moore) Richard Zeller, Richard Johnson, Gregory Mason, Stephen Owen, Adrienne Csgenery, Thomas Woodman, Louisa Jonason, Donald Collup, David Murray, Jorg Westerkemp, Martin Kelley, Ted Whalen, John Holyoke, David Stoneman, Debra Vanderlinde, Marion Dry. Manadnock Festival Orchestra and Chorus řídí James Bolle.[4]

Vedle toho vydalo vydavatelství Albany Records roku 1989 CD (TROY017-2) obsahující vedle Thomsonových orchestrálních děl pět árií pod názvem „Five Tenor Songs from Lord Byron“; zpívá je Martyn Hill a Budapešťský symfonický orchestr řídí James Bolle.